# A Date with Darkness: The Trial and Capture of Andrew Luster
A Date with Darkness: The Trial and Capture of Andrew Luster è un film per la televisione del 2003, diretto da Bobby Roth.

## Distribuzione internazionale
- Stati Uniti d'America: 11 agosto 2003
- Svezia: 21 agosto 2005
- Italia: 9 novembre 2005